# Barnmode i Sverige under 1900-talet
Barnmode i Sverige under 1900-talet handlar om barnkläders utveckling under hundra år. Barnkläder är en generell benämning för kläder ämnade för barn, vanligtvis i åldrarna 0–14 år. Barnens mode har genom historien präglats av kön, klasstillhörighet trender och samhällsreformer, men också av världskrig och av det vuxna modet.

## Historisk bakgrund
Under medeltiden var det vanligt att såväl små flickor som pojkar bar tunikor och klänningar. Dessa ansågs underlätta byte av blöjor och generella toalettbestyr. Långt in på 1800-talet var klänningar vanligt för båda könen, men för pojkar kom de gradvis att ersättas med andra klädesplagg. Byxdräkter och kostymer i bomullstyger blev alltmer populärt runt mitten av århundradet. Mot slutet av 1800-talet kom dessa ålderdomliga dräkter att ersättas av mer moderiktiga kläder på grund av industrisamhällets framväxt.

## 1900–1910
Mellan åren 1900 och 1910 blev färdigsydda kläder alltmer vanliga i hushållen, detta kan beskrivas som en konsekvens av det framväxande konsumtionssamhället som formats till följd av industrialiseringen i Västeuropa under 1800-talets senare hälft.

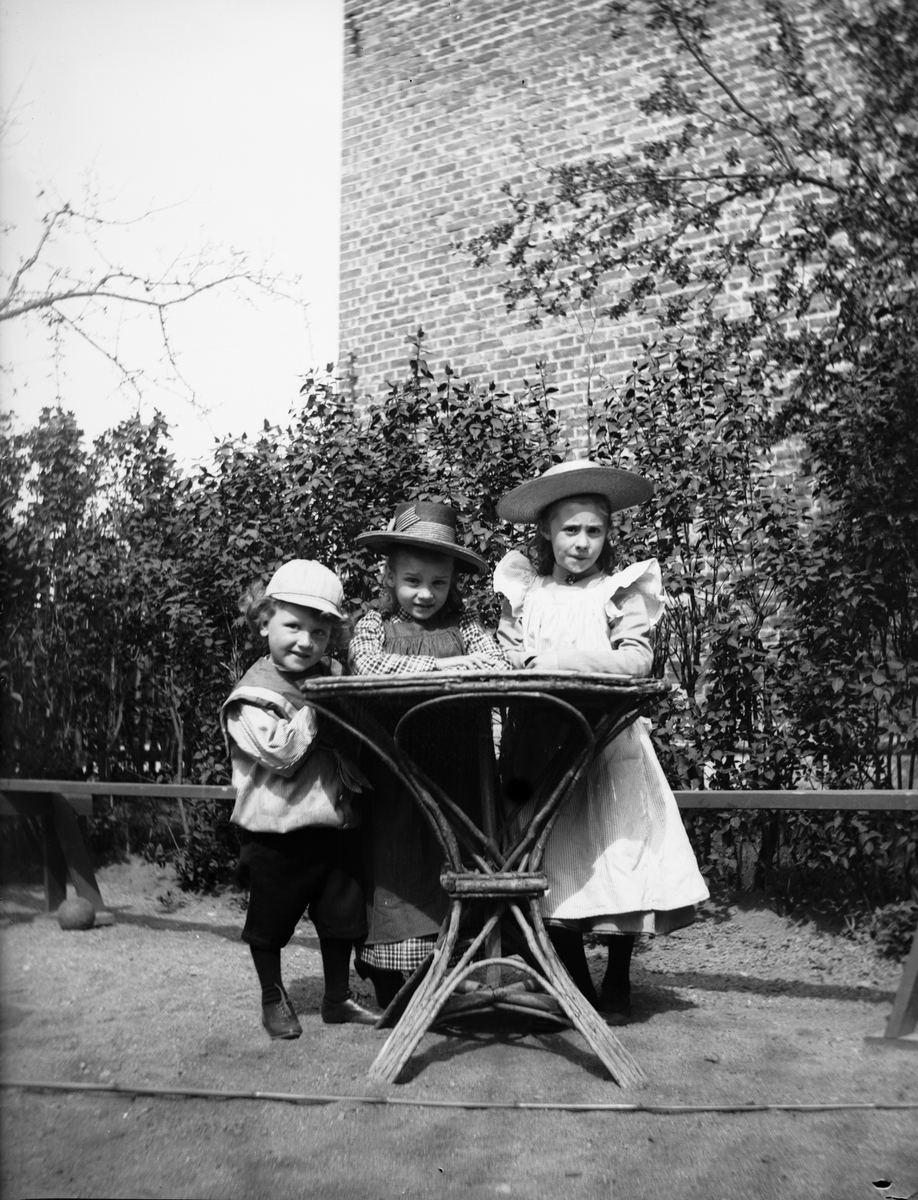
Två flickor i vita klänningar och förkläde samt en pojke i sjömanskostym. Fotografi från 1900/1901.

Under 1900-talets första decennium bar de olika samhällsklasserna likartade klädesplagg, med avvikelser främst gällande material, kvalité och klädernas dekorationer. För små barn gjordes inte heller skillnad mellan könen. Både flickor och pojkar kläddes i kolt, en slags rak, vid och ofta enkel klänning. Vanligen hade kolten krage av spets och volanger. I komplement till detta bars även stickade strumpor och någon form av huvudbonad, vanligtvis en hätta, halmhatt eller en keps av tyg.
De lite äldre flickorna bar knälånga, A-linjeformade klänningar med puffärm. Ofta bars ett förkläde till klänningen vilket liknade en form av ärmlös klänning som knäpptes baktill. Traditionellt sett bar flickorna till detta stickade strumpor, gärna randiga eller mörka i färgen. Jackor och kappor tillverkades i ylle och som huvudbonad var halmhattar eller hucklen vanligast. De lite äldre pojkarna bar knälånga byxor och en skjorta, ofta var denna kraglös. Till detta bars stickade strumpor samt en yllejacka eller en stickad tröja vid lägre temperaturer. Gällande huvudbonader bar pojkarna halmhattar, kepsar eller skärmmössor, ofta kallade vegamössor, under sommarmånaderna.
Först i anknytning till konfirmationen, vid fjorton- eller femtonårsåldern, tilläts barn bära vuxenkläder. Flickorna fick därmed bära långa klänningar och hatt. Ofta hade dessa klänningar puffärmar och ståndkragar, upprättstående och åtsittande kragar, som gick upp mot hakan. Dessutom var det vanligt att klänningarna hade band i avvikande färger och i geometriska mönster. Pojkarna å andra sidan bar kavaj, väst och vit skjorta. Efter konfirmationen ersattes de knälånga byxorna med långa byxor. Kavajen var ofta oknäppt eller med endast den översta knappen knäppt. Anledningen till detta var att västen som bars under skulle synas. De långa byxorna var raka och hade ofta pressveck, en trend som uppkom under 1800-talets slut. Även skärmmössor var under början av 1900-talet populärt bland män och pojkar. Dessa hade tidigare endast använts av arbetare men i och med deras komfort kom de att bli allt vanligare. Mössorna tillverkades av svart ylle, och på framsidan hade de en lackskärm.
Under denna tid blev också den tidigare kallade nationaldräkten, numera folkdräkt, allt vanligare i svenska hushåll. Dessa hade tidigare varit vanliga hos bönder i främst Skåne och Dalarna. Vanligtvis bars kläderna vid högtider och vid fotografering.

### Sjömanskostymen
Under tidigt 1900-tal fick sjömanskostymen sitt genombrott i Sverige. Det marina, framförallt sjömansskjortor och sjömansmössor var mycket populärt under tiden. Sjömanskostymerna var en modeinfluens från Storbritannien. Den infiltrerade såväl pojkar som flickor, samt de olika samhällsklasserna. Vanligtvis gick sjömansdräkterna i arv, men de raka skjortorna var också lätta att tillverka i textilfabriker. Sjömanskostymer tillverkades ofta av cheviot eller mollskinn. Sjömanskostymen blev snart en finplagg bland unga pojkar, men flickorna fick nöja sig med endast en sjömanskrage på klänningen. Sjömansdräkten gav upphov till utformandet av de första gymnastikdräkterna för skolflickor under sekelskiftet.

## 1911–1920

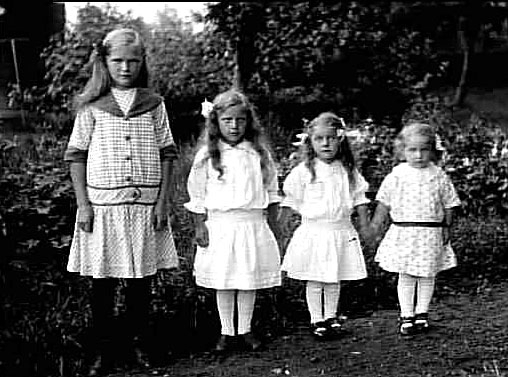
Fyra flickor i enkla bomullsklänningar och hårband. Fotografi från 1917.

Under 1910-talet blev klasskillnaderna alltmer märkbara i textilindustrin. Flickor från rika familjer uppmanades att bära vita klänningar i bomullstyg, ofta med dekorationer av spets eller med brodyrer, och med innerlager av tyll eller siden. Den vita färgen menades tyda på renhet och rikedom och den skulle påvisa att familjen hade tjänstefolk som tvättade och strök kläderna. Ett klädesplagg som blev vanligare hos överklassen var den så kallade finkappan. Kappan blev ett av de första konfektionsplaggen för flickor, detta berodde framförallt på att ylletyger var svårare att sy hemma. Kappmönster blev däremot alltmer vanligt efter första världskriget 1914 då priserna på plaggen steg och kvalitén på tygerna försämrades.
För pojkar blev den så kallade gosskostymen allt vanligare under det tidiga 1910-talet. Även denna var ett typiskt konfektionsplagg under 1910-talet. Gosskostymen bestod vanligtvis av knälånga byxor, en tjock, kavajliknande jacka och höga strumpor. De höga strumporna bars av såväl pojkar som flickor, och för att hålla dem uppe bars ett livstycke. Detta livstycke liknade en väst med knappar vid nederkanten i vilka man fäste strumpeband. Vanligtvis bars dessutom höga kängor som gick upp över anklarna. Sjömanskostymens popularitet fortsatte även under 1900-talets andra decennium, då även bland flickor.
På grund av första världskrigets materialransoneringar avskalades kläderna och barnmodet blev alltmer enkelt. Flickornas klänningar klipptes kortare och dess utsmyckningar och detaljer minskade, även strumpor kortades av för att spara på material. Klänningarna inspirerades dessutom av militärmodet och blev mer maskulina, de blev till exempel lösare och mer praktiska och bekväma att bära. Ransoneringen av material innebar dessutom att hattar fick minskad betydelse och de ersattes ofta av hårband.

### Trenchcoaten
Första världskriget influerade också en ny typ av kappa, trenchcoaten. Efter ratificeringen av Versaillesfreden 1919 hade leverantörer såsom Burberry och Aquascutum stora lager av material kvar för de gråvita rockar som använts i skyttegravarna, materialet började då användas för att tillverka kappor till de civila. Trenchcoaten kom under mellankrigstiden att bli ett vanligt plagg bland såväl gamla som unga. Vanligtvis var kapporna sydda dubbelknäppta och figursydda efter midjan och utsvängda under knäna. Modet nådde Göteborg under 1919 tack vare Maria Sahlin, som tillsammans med sin man Albert Sahlin ägde barnklädesaffären Sahlins på Kungsgatan i Göteborg och i Eslöv. Till en början tillverkade en billig och förenklad variant av trenchcoaten i vindtyg, föregångaren till tyg av mikrofiber, detta eftersom dess tillverkning var komplicerad och krävde mycket maskineri. Men de nya rockarna fick stor åtgång i Sverige och 1920 ökade produktionen av trenchcoats även i Eslöv på grund av Eskil Olssons nya metoder inom tillverkningen.

## 1921–1930

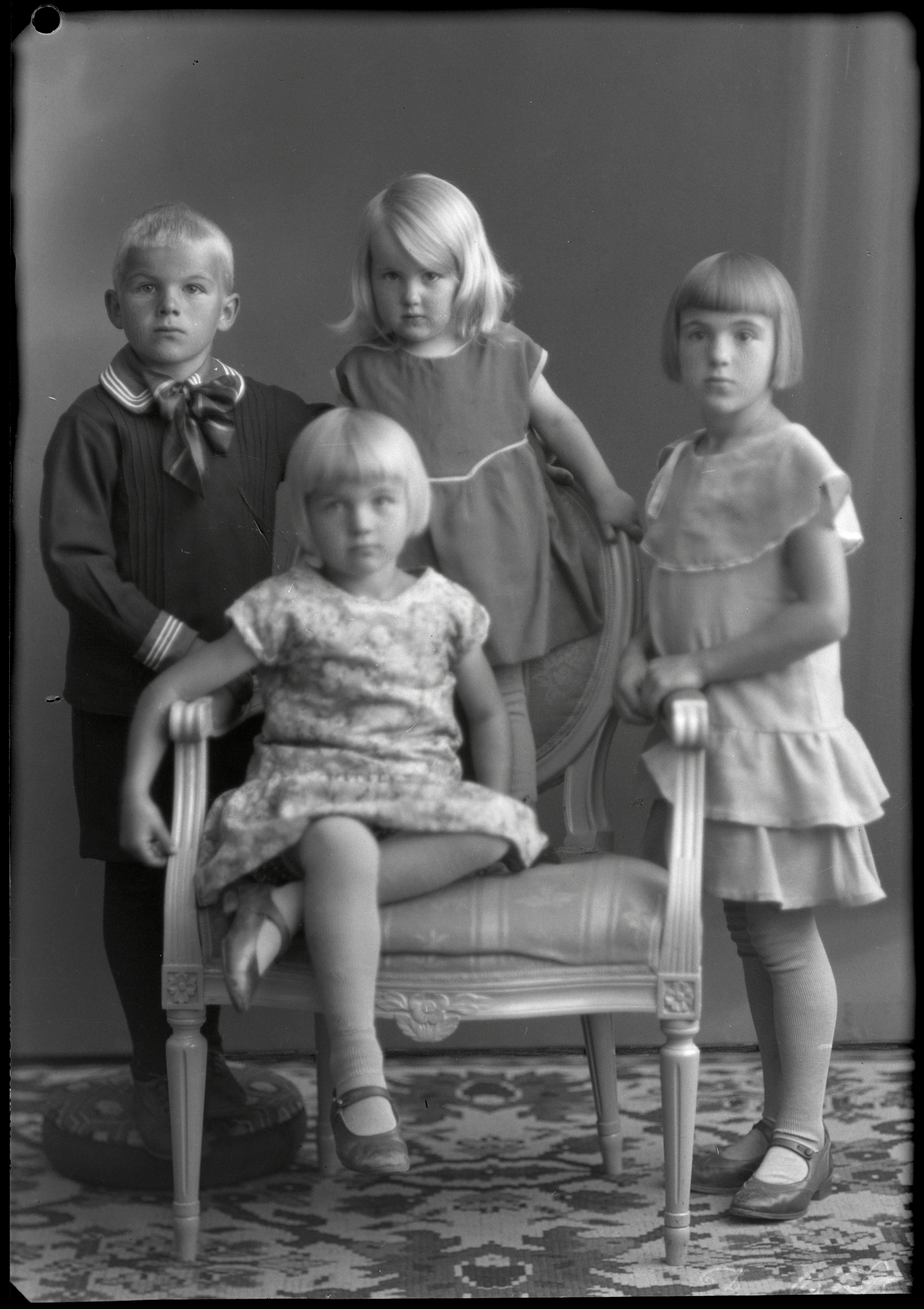
Tre flickor i korta klänningar och en pojke i sjömanskostym. Fotografi från 1930.

Små pojkar och flickor kläddes under 1920-talet främst i kolt med kappa över, samt med damasker för att värma benen. Flickmodet under decenniet präglades av lösa klänningar, dessa var ofta korta och slutade generellt ovanför knäna, en trend som fortsatte efter 1910-talets materialransoneringar. Skor med rem över foten, så kallade Mary Janes, blev under decenniet alltmer populära bland flickor. Likaså snävt sittande hattar med rundad krona och smalt bälte, så kallade klockhattar, blev också en vanlig modedetalj under årtiondet. Även in på 1920-talet var kapporna ett viktigt plagg bland flickor. De ansågs spela en central roll i den borgerliga livsstilens promenadliv. Än skedde mycket av produktionen av kappor i hemmet, men under 1920-talet blev det alltmer vanligt som konfektionsplagg.
Ännu en effekt av första världskriget är de alltmer mönstrade och färgglada barnkläderna. De tidigare enfärgade och enkla barnplaggen fick en mer barnslig karaktär. Tygmönster med lekande barn, djur och liknande blev nu vanligare hos både producenterna och i hushållen, detta eftersom de ansågs mer passande till barn än tidigare decenniers mogna plagg. Ett exempel på detta är lekdräkterna från klädmärket Camp-Ahla som gjorde debut 1926 i storlekarna 1-4 år. Dessa lekdräkter med korta puffbyxor tillverkades av bomull och fanns i cerise, rosa, blått, grönt med mera.
Pojkbyxorna var under 1920-talet fortsatt raka och knälånga. 1925 gav tidningen Husmodern för första gången ut mönster för rockar ämnade åt pojkar. Dessa skulle skiljas från flickornas kappor genom en ordentlig överrock med herrslag och vänsterknäppning. Gällande finkläder var det antingen sjömanskostym eller vit skjorta med slips som dominerade. Pojkskjortorna syddes under tiden ofta i lumbermodell och med linning i nederkanten. Nattskjortor till pojkar tillverkades främst av flanell. Materialet var varmt och mjukt vilket krävdes för natt- och underkläder då husen inte var särskilt uppvärmda.

## 1931–1940
1930-talets barnmode var på många sätt mycket likt det som varit mellan 1910 och 1930. Kjol och blus, eller klänning med rutiga eller blommiga mönster var de vanligaste plaggen för flickor. Bland små flickor var det vanligt med löst sittande, rynkade klänningar med ok, ett axelstycke fastsytt vid plaggets bak och framdel, upptill. Smock, dekorativa rynkningar, blev alltmer vanligt på såväl klänningar som kjolar under decenniet, främst gällande barnkläder. För äldre flickor var klänningarna generellt mer kroppsnära, med avskuren midja och vida kjolar. Kjolarna var ofta klockade eller plisserade. Gemensamt för både de yngre och äldre flickornas klänningar var att de ofta hade volanger, puffärmar och kragar i andra tyger, ofta vita. Kapporna var under årtiondet mer åtsittande än modellerna från 1920-talet. Ofta hade de krage, ofta rundade av mjukt skinn, och slag. Som huvudbonad var basker vanligast bland flickor. Även långbyxor med vida ben växte i popularitet under årtiondet.
Gällande pojkmodet var det på 1930-talet som äppelknyckarbyxor, även kallade golfbyxor, fick sitt genomslag tack vare brittiska influenser. Äppelknyckarbyxorna var knälånga och fästes strax under knäet med ett spänne. Till dessa bars ofta så kallade slipovers, en sorts ärmlös, stickad tröja, vars popularitet växte under årtiondet. Pösiga kepsar var den vanligaste huvudbonaden bland pojkar. Som främsta finplagg för pojkar ansågs kostymen, denna bars bland annat på konfirmationen i fjortonårsåldern.

## 1941–1950
Under 1940-talet fick långbyxor sitt genombrott även för flickor. Anledningen till detta var köldrekorden under de kalla krigsvintrarna 1939–1940 och 1941–1942. Stort fokus lades på det aktiva barnet, och oömma konfektionsplagg av täta och hållbara bomullstyger skulle garantera möjlighet att röra sig. Plaggen var ofta enfärgade och i klara färger såsom vinrött, mörkblått eller brunt och till stor del desamma för pojkar och flickor. Att klä sig i skidbyxor till vardags blev alltmer vanligt, och som komplement för att hålla värmen, bars raggsockor av ylle och ofta pjäxor. Flickor som pojkar bar skidmössor med skärm och nedfällbara öronlappar under de kalla vintrarna. Tvådelade skiddressar, ofta mörkblå, av kraftigt ylletyg kom också att bli ett plagg som användes för såväl vintersport som till skolan. Långbyxorna hade resårhälla under foten, och skidjackorna hade töjbara midjeskärp av resår, blixtlås och fickor utanpå.

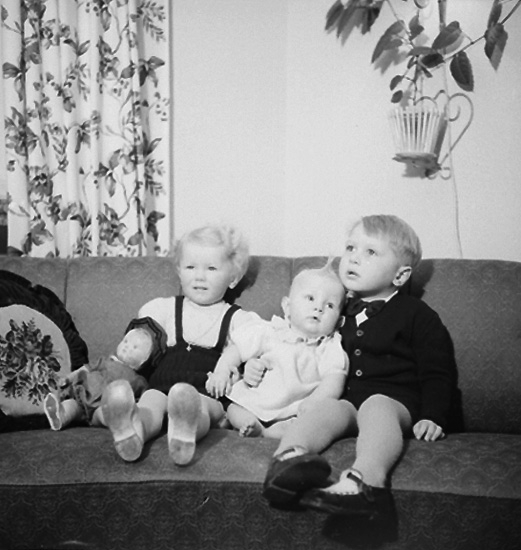
En flicka med kjol med hängslen, en pojke med stickad kofta och en bebis med vit bomullsklänning. Fotografi från 1946.

Andra världskriget kom att sätta en stor prägel på 1940-talets mode. Trots att Sverige inte deltog i kriget behövdes åtgärder vidtas för att garantera försörjningen av olika förnödenheter. Textil, och därmed kläder, lades till på ransoneringslistan 1942 och skor tillades 1943. Aktiv hushållning, en statlig byrå för konsumtionsupplysning startades för att rådgiva kring bland annat klädinköp under krigsåren. Samlande, sparande och återanvändning fick allt större betydelse, och familjerna köpte att färre nya kläder på grund av ransoneringen och materialbristen. Istället ärvdes och omsyddes kläder större utsträckning.
Även efter krigsslutet var tillgången på kläder och skor relativt liten trots europeiska initiativ att åter främja produktionen. Ännu var hemsömnad vanligast, främst ytterkläder och kostymer var konfektionerade. Barn hade i allmänhet inte särskilt många plagg, utan aktsamhet gällande sina kläder var essentiellt. Under sommar- och vårmånaderna bar flickorna ofta kjol och blus eller mönstrade klänningar med smock, även kjolar med hängslen blev alltmer vanligt. Utöver enfärgade tyger var också skotskrutiga tyger vanliga, och det var under 1940-talet som rosa kom att bli en "flickfärg". Korta kappor av lättare tyger användes till sommaren, medan de längre vinterkapporna ofta tillverkades av tjockare ylletyger. Under dessa bars ofta hemstickade koftor och jumprar. Andra hemstickade plagg som bars var mössor, vantar, halsdukar och yllebyxor. Ribbstickade långstrumpor och lågskor var typiskt för skolflickor under tiden. Vid finare tillställningar var svarta lackskor mycket populärt och under sommaren användes lädersandaler i brunt, vitt eller rött. 1947 uppfanns dessutom en maskin som kunde svetsa ihop sömmar och därmed ge helt vattentäta plagg, det plastbelagda tyget som ofta användes i produktionen kom att benämnas Galon. Företag som Didriksons började under decenniet tillverka regnkläder av galon för både vuxna och barn.
Golfbyxornas popularitet fortsatte bland pojkar även in på 1940-talet. De tillverkades främst i ylletyger och bars generellt med kavaj av samma material, även långbyxor förblev vanligt. Dessa bars vanligtvis tillsammans med antingen en skjorta i bomull eller flanell, ofta rutiga. Därtill ofta en långärmad tröja eller en stickad slipover. Ytterkläder till pojkar tillverkades främst av ylle eller vindtyg under tiden. Som huvudbonad bars generellt en toppluva med tofs i rött eller mörkblått. Bland skolpojkar var rutiga knästrumpor parat med skor av läder vanligast. Vid finare tillställningar bars skjorta med fluga.

## 1951–1960
Under 1950-talet gjorde det amerikanska cowboymodet genomslag i Sverige. En fascination av amerikansk populärkultur uppkom redan på 1920-talet med denna växte sig starkare efter andra världskriget. Vanligtvis bestod cowboydräkterna av en långärmad skjorta med ok i avvikande färg, åtsittande byxor med revärer längs sidorna och nitar på fickorna, cowboyhatt samt en scarf ned tryckt mönster, ofta föreställande en cowboy på häst.

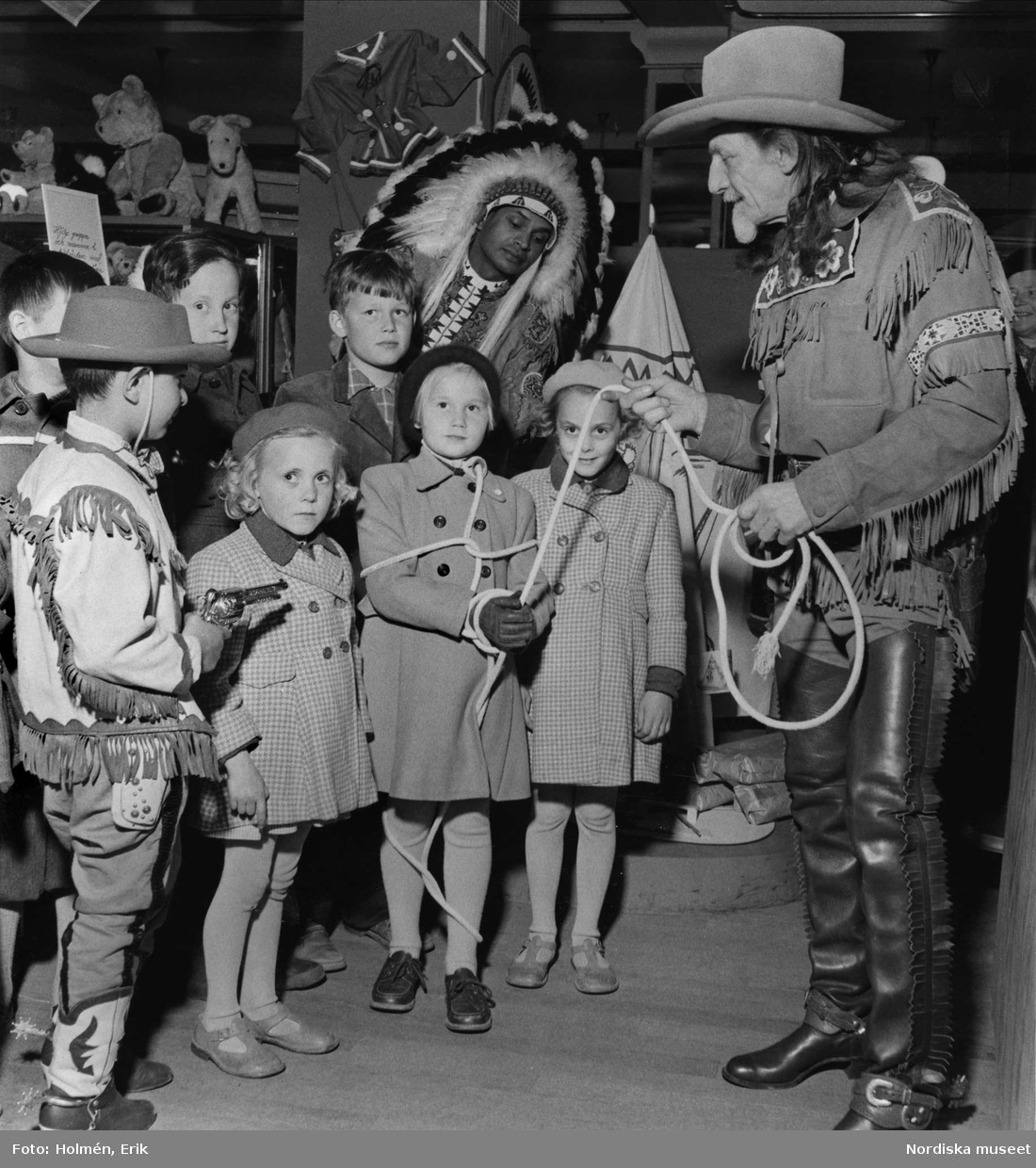
Cowboy och amerikansk urinvånare med barn på Nordiska Kompaniets leksaksavdelning 1953.

Stort fokus lades på att framhäva det aktiva och lekande barnet. Ett plagg som konstruerade detta var lekdräkten Lasse liten. Lekdräkten inkluderade en overall utan ärmar och en tillhörande jacka, båda tillverkade i twill och försedda med blixtlås på framsidan. Blixtlåset kom till Sverige från USA under 1950-talet och blev snabbt en basal faktor inom klädproduktionen. Plagget bestod av en sammansydd liv- och byxdel, samt med en ficka framtill på höger sida. Tanken med detta var att ge funktionalitet för de lekande barnen.
Under 1950-talet ersattes de korta golfbyxorna med långbyxor för pojkarna. Bådadera användes däremot långt in på årtiondet. Till dessa skulle man bära skjorta eller tröja med en blazer eller jacka över. Under senare delen av decenniet användes ofta läderliknande plastmaterial till jackorna. Som huvudbonad var stickade mössor med tofsar vanligt, ofta var dessa röda.
Flickors mode liknade till stor del det aktuella dammodet under 1950-talets början. De bar ofta fina kappor och bomullsklänningar parat med en hätta och sandaler, många flickor i skolåldern bar tvådelade dräkter i ylle. För yngre flickor var det vanligt att fästa stora rosetter av siden i håret. Först i mitten av 1950-talet kom det mer ungdomliga flickmodet. Långbyxor ersatte då kjolar och klänningar på allvar. Dessa långbyxor hade ofta blixtlås upptill i sidan och de var generellt mycket smala nertill, rutigt mönster blev populärt på byxorna. På sommaren användes ofta så kallade piratbyxor som slutade strax under knäna. Kjol och blus fortsatte dock att vara vanligt bland flickor. Kjolarna var vanligtvis vida, och vid finare tillställningar bars ofta flera stärkta underkjolar eller en underkjol av nylon med en skena av metall eller skumgummi för att hålla ut kjolen. Till dessa bars till exempel blusar med holkärm, en sorts kort ärm som endast täcker axeln, samt ett brett skärp av resår runt midjan. Strumpbyxor av nylon fick sitt genombrott under 1950-talet och blev snabbt ett vanligt plagg för såväl flickor som kvinnor. Under sommaren bars istället vita, nedkavlade strumpor.

## 1961–1970

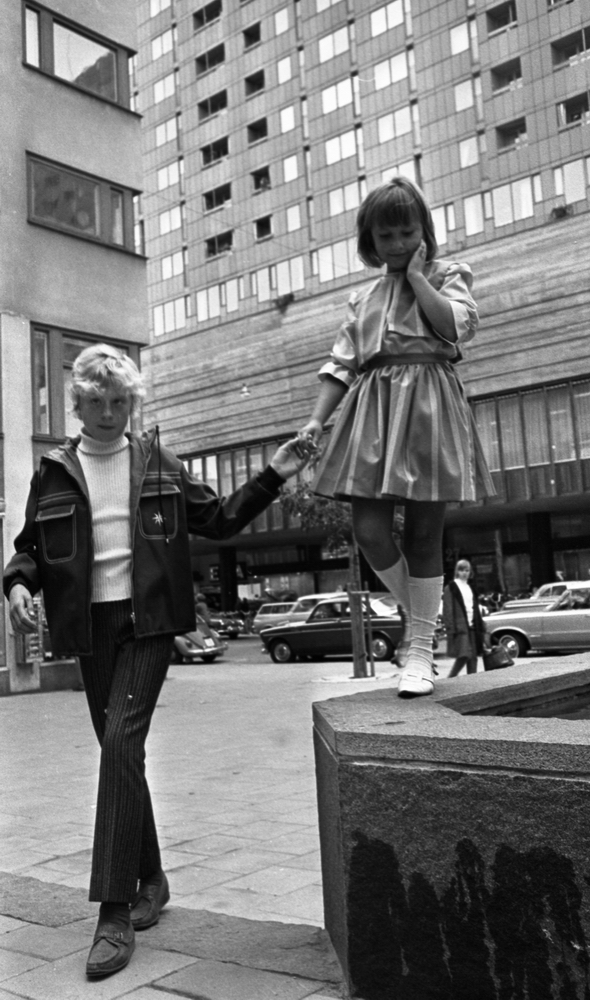
Uppslag om skolkläder från Örebro-Kuriren 1965.

1960-talet kom att bli årtiondet för pastellfärger, men också starka färger som gult, orange, knallrosa, ärtgrönt, rött och turkos. Flickorna bar ofta pastellfärgade klänningar ihop med vita knästrumpor. Klänningarna hade ofta mönster av blommor eller prickar. För pojkar var grå långbyxor, ofta av terylen, vanligt. Dessa bars generellt med skjorta och en kavaj utan krage, så kallade clubjackor, och med en fluga runt halsen. De vanligaste ytterplaggen för barn var anorak eller parkas av poplin, gärna med stora fickor och kapuschong. Kappor fortsatte däremot att vara vanligt bland flickor, främst när man skulle vara uppklädd. Sjömansmodet var fortfarande populärt på 1960-talet. Flickor bar ofta matrosmössor och klänningar i sjömansstil. Äldre barn bar ofta skepparmössa och skepparkavaj med blanka metallknappar.
Runt slutet av årtiondet gick barnmodet alltmer åt att bli informellt. Finkläder för flickor ansågs vara en färgglad tröja och klänningar med västliknande överdelar med blixtlås, gärna med ribbstickade strumpbyxor. För pojkar var det istället svarta jeans och färgstarka polotröjor som gällde vid finare tillställningar. Finkläderna tillverkades i vardagliga tyger såsom manchester och bomullstrikå. Återbruk av kläder och material var fortsatt mycket vanligt under tidigt 1960-tal. Det fanns fortfarande inte stora mängder kläder på marknaden och kläderna ärves och omsyddes därför i stor utsträckning. Sockiplast, en stumpa med halkskydd i plast, blev alltmer vanligt på främst idrottslektioner i skolan.
1960-talet kom att bli ungdomarnas årtionde. Mycket inspiration hämtades från popstjärnor som till exempel den brittiska gruppen The Beatles. Ungdomarna krävde nytt mode, silhuetterna kortades ner och färgglada nylonstrumpor växte i popularitet. Som en effekt av den nya efterfrågan massproducerades kläder i allt större utsträckning. Även plast fick allt större betydelse inom textilindustrin. Det syntetiska, billiga och flexibla materialet reducerade kostnaderna och blev en symbol för samhället efter världskrigen. Även de vuxnas mode blev alltmer likt det barnsliga; kort, figurlöst och oömt var det som gällde. 1960-talet var dessutom årtiondet då Hennes & Mauritz först började sälja kläder för barn.

## 1971–1980

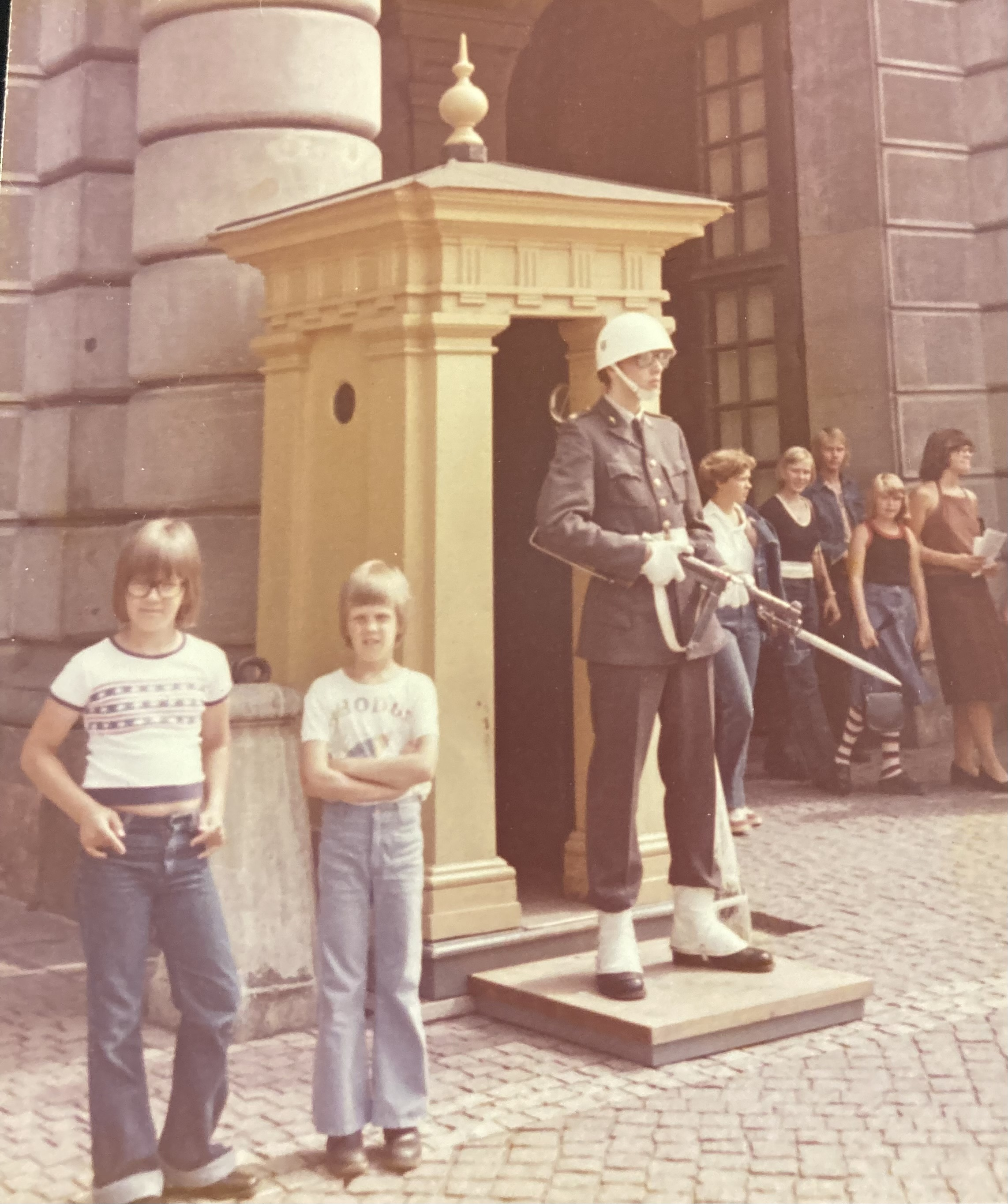
Två pojkar i vida jeans och t-shirts. Fotografi från 1976.

1970-talet blev ett årtionde då jeans och jeansjackor kom att dominera barnmodet. Byxorna skulle vara utsvängda nertill, oavsett om det var jeans eller manchesterbyxor. Syntetmaterial fick också sitt genombrott på 1970-talet, främst genom den nya t-shirten. Men också tröjor i plysch och stickade polotröjor kom att definiera decenniets barnmode. För flickor var klänningen fortfarande ett viktigt sommar- och finplagg. De var ofta mycket korta och svagt utsvängda nertill. 1960-talets starka färger höll sig kvar men abstrakta mönster blev alltmer vanligt. Ännu ett mer uppklätt plagg var åtsittande blusar eller skjortor med spets på kragsnibben.
Tofflor av trä, men också platta, grova läderskor med brett tåparti och sula av rågummi, så kallade tramps, bars av såväl pojkar som flickor. Vad gäller ytterkläder bars främst antingen jeansjacka eller täckjacka, en jacka vadderad av syntettyg. Dessa var ofta i lumbermodell och hade en linning i midjan. Blanka syntettyg med fodring av frotté var också vanligt för ytterplagg. Till vintern bars istället vadderade skidoveraller av äldre barn medan de yngre bar overaller av bävernylon vilket var mer slitstarkt och vattentåligt. Två märken som satte stor prägel på 1970-talets barnmode var Polarn O. Pyret och Gul & Blå med dess funktionella barnkläder.

### Polarn O. Pyret
Polarn O. Pyret etablerades 1976 under namnet Pyret av Katarina af Klintberg och Gunila Axén. Med dess klassiska rand i rött och blått som kallas PO.P Originals, syftade de till att skapa snygga och praktiska kläder för barn. Meningen med Polarn O. Pyrets kläder var att låta barn vara just barn, genom lekvänlig design och slittåliga material, utan skav och stram. Af Klintberg och Axén tog inspiration från vuxnas sport- och fritidskläder för att skapa mode som kunde appliceras till aktiva barn. Deras kläder skulle vara av god kvalité, fungera för alla barn och på de flesta tillställningarna. Polarn O. Pyrets beslut om att återta naturmaterial passade väl i tidens aktiviströrelser och värderingar.

### Gul & Blå
Gul & Blå etablerades 1968 av Lars Knutsson och hans dåvarande hustru Martina Clason som ett butikskoncept inriktat på jeans och ungdomsrelaterat mode. Under 1970- och 1980-talen var märket mycket populärt bland ungdomar och de hade som mest 30 butiker runt om i Sverige. 1968 började hans senare hustru Maria Knutsson designa barnkläder under det egna klädmärket Gul&Blå. Barnkläderna tillverkades i samma modell som de för ungdomar. Märket fick stor uppmärksamhet eftersom trendiga barnkläder var nytt för sin tid. Jeansen för barn tillverkades av överblivna tygbitar från produktionen och gav ingen större vinst till företaget. Utöver jeans sålde Gul & Blå även lösa metallnitar med vilka kläderna kunde dekoreras.

## 1981–1990

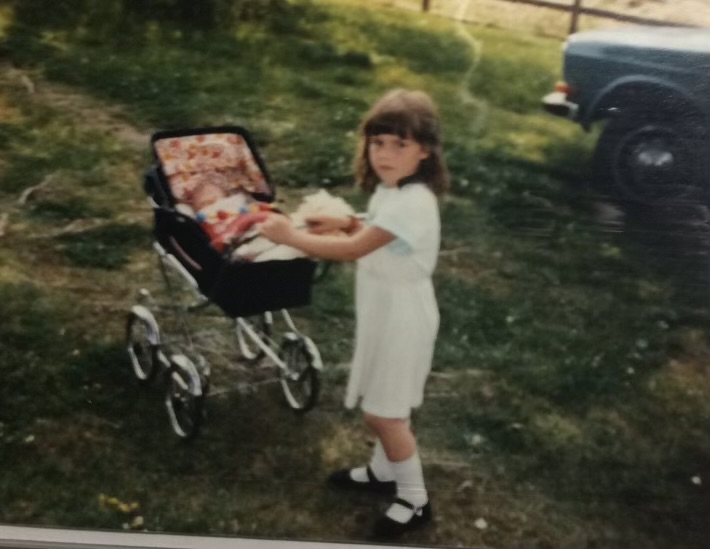
Flicka med pastellfärgad klänning och kinaskor. Fotografi från 1982.

Under 1980-talet fortsatte jeans att vara den främsta underdelen bland både flickor och pojkar, men också ballongkjolar växte i popularitet. Till dessa bars överdelar såsom t-shirts, collegetröjor, v-ringade lammullströjor eller mjuka trikåtröjor. Just trikå kom att bli ett vanligt material för kläder under årtiondet. Av detta tillverkades inte endast tröjor, utan också klänningar till småbarn och joggingbyxor åt de äldre. Återigen kom pastellmodet att bli populärt för barnkläder. Kläder med färger som ljusrosa, mintgrön, ljusgul, lila och aprikos ersatte 1970-talets färgstarka mode. Även jeansjackan behöll sin popularitet, men under 1980-talet skulle den gärna vara större i storleken och bäras med ärmarna uppkavlade, och Levi's jeans i modell 501 var mycket populära. Färgstarka träningsoveraller och ytterplagget anorak var trender som präglade decenniets barnmode. Till dessa bars ofta stickade benvärmare och öronmuffar för att hålla värmen. På fötterna bars av flickor oftast så kallade kinaskor under sommarmånaderna, en typ av lätta skor med rundad tå, gummisula och spänne över foten. Under vintermånaderna var det istället främst färgglada snowjoggers från Lejon eller skor från märket Moonboot som gällde för både flickor och pojkar.
1980-talet innebar också en slags återgång till det tidiga 1900-talets mode. Nostalgiska, vita spetsklänningar och rosetter kom åter i mode, likaså vida klänningar med vita förkläden. Anledningen till detta var till stor del de filmatiseringar av Astrid Lindgrens barnboksfigurer som spelades in under årtiondet. Figurer som Madicken och Ida, Emil i Lönnebergas syster, blev stora inspirationer för barnmodet.

## 1991–2000
1980-talets nostalgi fortsatte in i 1990-talet. De vida klänningarna och de vita förklädena levde kvar inom barnmodet, likaså de mönstrade klänningarna. Nostalgin genomsyrade även pojkkläderna. Ofta bar de murarskjortor och byxor med veck i midjan, så kallade gubb-byxor och gubbkepsar, båda i lösa modeller, som huvudbonad. Gubbkepsen kom under 1990-talet att bli vanlig för såväl pojkar som flickor. Vid finare tillställningar bars ofta klänningar i färgglada bomullstyger, med spets, puffärmar och volanger. Under 1990-talet började även tjejer använda västar, något som tidigare ansetts vara ett plagg för killar.
1990-talet blev ett årtionde då trender starkt genomsyrade modet för de äldre barnen och då popstjärnor, supermodeller och skådespelare starkt influerade modet. Lager på lager blev allt vanligare, och detta gällde främst för t-shirt under klänningar med tunna axelband. Till detta bars ofta smycket choker, ett halsband som sitter tight omkring halsen, ofta med avlånga pärlor av trä. Ännu ett smycke som växte i popularitet var tunna armband i plast eller metall. Virkat kom också att bli alltmer trendigt under 1990-talet, virkad sjal var en vanlig huvudbonad men också virkade klänningar, toppar och bikinis var vanligt. Linnen som slutade innan naveln, så kallade magtröjor, med tunna axelband kom också att bli en trend tack vare den brittiska popgruppen Spice Girls. Popgruppen populariserade dessutom klädmärket Adidas för de yngre. Mjuka och stretchiga jazzbyxor med utsvängda ben blev också vanligt bland de äldre barnen. De främsta varumärkena för barn- och ungdomskläder under 1990-talet var Levi's, Champion, Carhartt och Fruit of the Loom. En stor nyhet för 1990-talet var trenden med sportmode. Gymnastikskor blev nu vardagsskor, likaså blev trikåshorts ett vardagligt sommarplagg. Kläder med loggor och tryck blir också alltmer vanligt, främst sportmärken tryckte sina namn på till exempel t-shirts. Även film och TV-program knyts samman med modet genom att sätta sina tryck på kläder. Framförallt Disney-figurer som Musse och Mimmi Pigg blev vanliga att ha på kläderna.

### Busiga Barn AB
Klädmärket Busiga Barn AB grundades 1992 av Monica Ekervik Hedman, Carolyn Gallego samt Lis-Marie Hjelte och var aktivt fram till 2002. Företaget syftade till att skapa lekfulla kläder till just aktiva och busiga barn. Kläderna var ofta färgstarka, framförallt i orange, chockrosa, khaki eller violett, och de bröt därför mot 1990-talets trend med beigea unisex-plagg för barn. Företaget tillverkade bland annat klänningar, plagg i linne men också tröjor och byxor i marin stil. I slutet av 1900-talet lanserade de även flera klassiska och tidlösa kollektioner. Busiga Barn AB:s kläder tillverkades i Europa av tyger med hög kvalitet. Som mest hade företaget en butik på Södermalm i Stockholm samt en onlineshop.

## Barnmode på 2020-talet

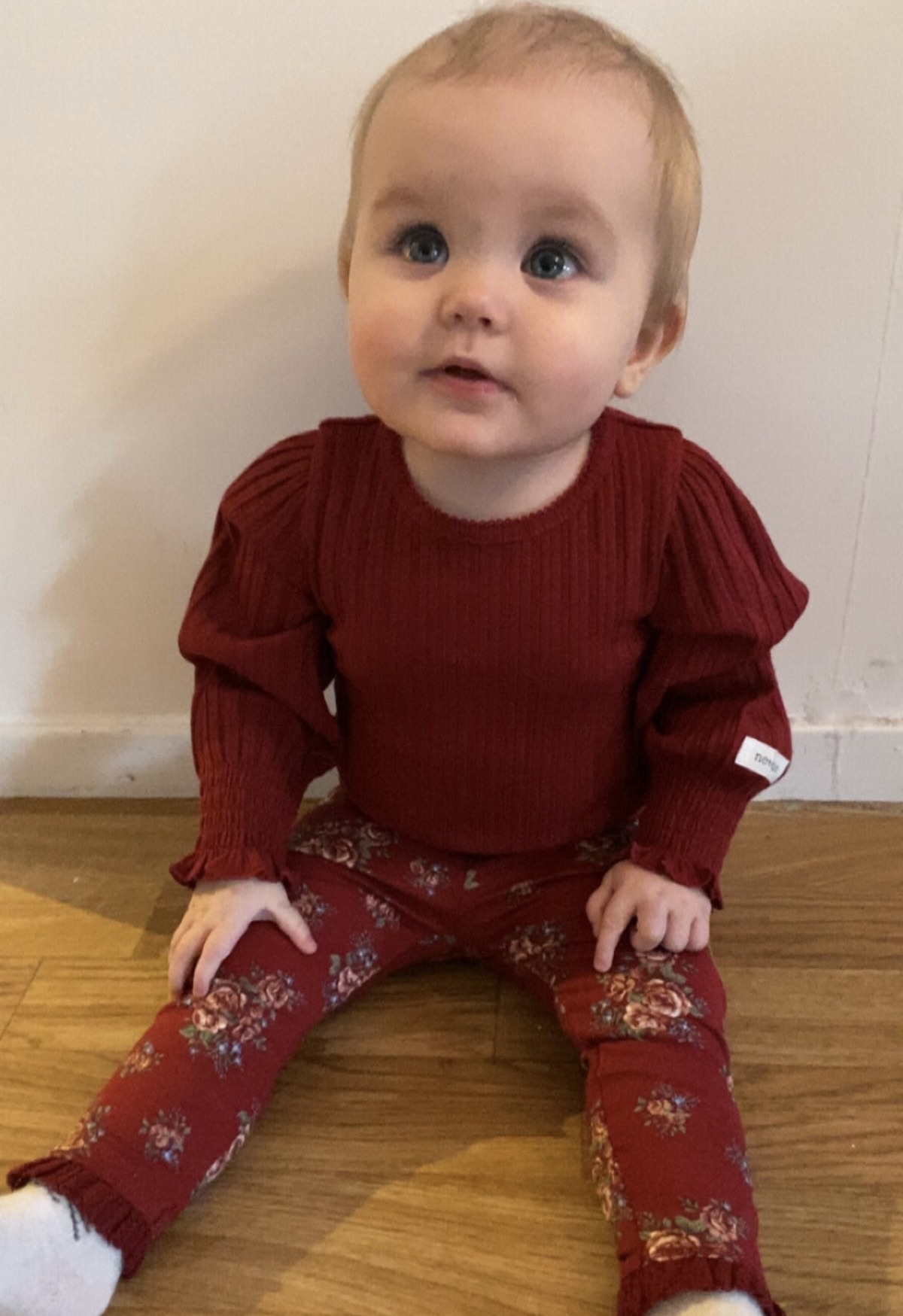
Ung flicka i kläder från Newbie. Fotografi från 2023.

Barnmodet har under 1900-talet fram 2020-talet genomgått en process i att framställa kläder för barn som inte bara är moderiktiga, utan också praktiska, bekväma och tåliga. Under 2020-talet finns också ett annat miljöfokus på produktionen av kläder, såväl för barn som för vuxna. Flera designers och modehus har dessutom börjat släppa kollektioner för barn med slående likhet till vuxenkläder. Kollektioner med syfte att ge ut likadana, eller liknande, mor- och dotterkläder har dessutom blivit allt vanligare från märken som Hennes & Mauritz, Ellos och Ida Sjöstedt. Dova pastellfärger och matchande sett av mjukisbyxor och collegetröjor, jackor i fuskpäls som tillverkas i samma material som mjukisdjur, så kallade teddyjackor, och sneakers från Nike eller Adidas är bara några av de trender som dominerar 2020-talets barnmode. Varumärken som Kappahl har dessutom satsat på könsneutrala kläder sedan 2021 för att ge varje barn utrymme att vara sig själv, detta genom varumärket Minories.
Polarn O. Pyret är än under 2020-talet ett av de största producenterna av barnkläder i Sverige och dess signaturrand är fortsatt populär. Men flera andra märken har fått ökad popularitet under 2000-talet.

### Mini Rodini
Mini Rodini grundades 2006 av svenska Cassandra Rhodin. Varumärkets vision är att tillverka bättre produkter, såväl designmässigt, etiskt och socialt sett. Mini Rodini är känt för sina unika mönster, sin höga kvalitet och sin tillgivenhet till hållbarhet. Under 2020-talet har Mini Rodini 300 utvalda återförsäljare runtom världen samt två egna butiker, en i Stockholm och en i London, och det anses vara ett av Skandinaviens snabbast växande varumärken för barn.

### Newbie
Newbie är det svenska klädesvarumärket Kappahls egna butikskedja för barn- och bebiskläder som grundades 2014. Syftet med dess kollektioner är att skapa tidlösa och klassiska kläder i hållbara material. Kläderna är menade att ge en skandinavisk känsla och kläder som sparkdräkter, byxor, bodys med mera präglas av traditionell charm och vackra mönsterbilder. Utöver barnkläder har Newbie även bland annat gosedjur, handdukar, haklappar, mössor och hårband.  Sedan 2020-talet finns Newbie på online-marknader runtom nästan hela Europa och med fysiska butiker i Stockholm och Storbritannien.

### Allmänna källor
- Berggren Torell, Viveka (2007). Folkhemmets barnkläder: diskurser om det klädda barnet under 1920-1950-talen. Diss. Göteborg : Göteborgs universitet, 2007
- Berggren Torell, Viveka (2003). För stass och stoj: barnkläder på 1900-talet utifrån mormors minnen och museers material : forskningsrapport från projektet "Ett sekel i skylten - barnkläder som industriellt kulturarv". Göteborg: [Etnologiska institutionen, Univ.]